# Cleopatra Thea
Cleopatra Thea (tiếng Hy Lạp: Κλεοπάτρα Θεά, có nghĩa là "Cleopatra Nữ thần"; khoảng 164-121 TCN) tên họ là Euergetis (ví dụ: "Benefactress"), là nữ hoàng của vương quốc Hy Lạp hóa Đế chế Seleukos. Bà đã cai trị Syria từ năm 125 -121 TCN như một nữ hoàng độc lập. Nhưng bà đã làm nữ hoàng từ năm 150 TCN. Bà đã bị con trai của mình là Antiochos VIII Gryros bắt uống cốc rượu độc và qua đời ngay sau đó vào khoảng năm 121-120 TCN

## Cuộc đời
Bà là con gái của Ptolemaios VI của Ai Cập và Cleopatra II. Bà có thể đã đính hôn với chú mình,vua Ptolemaios VIII của Cyrene năm 154 TCN, nhưng cuối cùng ông ta kết hôn với em gái của bà là Cleopatra III.
Đầu tiên, Bà kết hôn với Alexandros Balas vào khoảng năm 150 TCN. Kết quả của cuộc hôn nhân là người con trai Antiochus VI Dionysus. Alexandros Balas không phải là nhà vua được lòng dân và có khả năng cai trị. Tình hình của đất nước trở nên xấu đi và do đó Demetrius II, con trai của vua cũ Demetrius I đã được mang đến và lập thành vua khoảng năm 147 TCN.
Tới năm 145 TCN, Alexandros Balas bị giết chết và Cleopatra Thea kết hôn với Demetrius II Nicator, 16 tuổi (Tiếng Hy Lạp: Δημήτριος Νικάτωρ), người đã trở thành vua. Cleopatra sinh cho ông 2 người con mà sau này trở thành vua là Seleukos V Philometor,Antiochus VIII Grypus, và có thể là một con gái (Laodice?). Demetrios đã trở nên mất lòng dân Syria vì sự tàn bạo và tham nhũng, ông đã phải đối mặt với cuộc nổi dậy. Năm 144 TCN, một tướng lĩnh tên là Diodotos,có thể với sự giúp đỡ của Cleopatra Thea, tự xưng là người bảo trợ cho đứa bé Antiochus VI, đánh bại Demetrios II và buộc ông phải bỏ chạy khỏi Antioch tới Selefkia.Quốc gia bị chia rẽ và nội chiến bắt đầu.

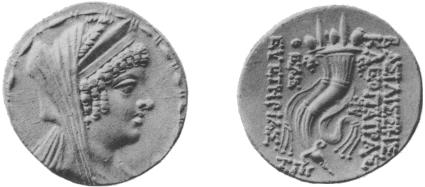
Tiền xu của Cleopatra Thea. Mặt sau có hình cornucopia kép. Dòng chữ Hy Lạp cổ ΒΑΣΙΛΙΣΣΗΣ ΚΛΕΟΠΑΤΡΑΣ ΘΕΑΣ ΕΥΕΤΗΡΙΑΣ. Con số ΖΠΡ tức là năm 187 của kỷ nguyên Seleukos, tương ứng với 126-125 TCN

Năm 141 TCN, Diodotos giết hại vị vua nhỏ tuổi Antiochos VI và trở thành vua, với tên là Tryphon. Cùng năm đó, Demetrios II bị bắt khi chiến đấu chống lại người Parthia.
Sau khi Demetrios bị giam cầm, em út của ông,Antiochus VII Sidetes, người lớn lên ở thành phố Sidon của Pamphylia,đã trở về và tuyên bố lên ngôi. Ông kết hôn với Cleopatra Thea trong năm 138 TCN và trở thành vua. Cleopatra Thea sinh cho ông một người con trai Antiochus IX Cyzicenus,nhưng tên của những đứa trẻ khác không chắc chắn. Ông ta đã tái tổ chức lại bộ máy nhà nước và tiến hành nhiều chiến dịch. Năm 129 TCN, người Parthia thả Demetrios II như là một chính sách chính trị để chống lại Sidetes, và để ông đòi lại ngai vàng và người vợ của mình.
Năm 129 TCN, Sidetes tử trận khi chiến đấu với người Parthia. Cleopatra đã phòng ngừa trước bằng cách đưa Antiochos IX (con trai của bà với Antiochos VII) tới Cyzicus tại Tiểu Á (đó là lý do ông ta có tên hiệu như vậy). Demetrios trở về nhà và lấy lại ngôi vua của mình, và cả người vợ Cleopatra Thea.
Trong năm 132/131 TCN mẹ của Cleopatra Thea, Cleopatra II của Ai Cập nổi dậy chống lại anh trai Ptolemy VIII Euergetes II Tryphon của bà. Năm 127 trước Công nguyên, Cleopatra II chạy đến triều đình của con rể Demetrius của mình ở Syria.
Con trai cả của Demetrios, Seleukos đã trở thành vua với tên Seleukos V vào năm 125 TCN. Tuy nhiên, không lâu sau, mẹ của ông, Cleopatra Thea, đã ám sát ông. Từ 125 TCN đến 121 TCN, Cleopatra cai trị Syria và để hợp pháp hóa sự cai trị, bà chia sẻ lên ngôi với con trai của mình, Antiochus VIII Grypus. Antiochos VIII đã kết hôn với Tryphaena, con gái của Ptolemaios VIII và Cleopatra III.
Grypos trở nên khó kiểm soát được vì ông ngày càng trưởng thành và trong năm 121 TCN, Cleopatra Thea đã quyết định loại bỏ ông ta. Khi ông trở về từ một cuộc săn suốt một ngày, bà đã mang cho ông một cốc rượu vang. Do đây là hành động khác thường của bà, Grypos nghi ngờ và buộc bà phải uống rượu, và khiến bà ta mất mạng.
Grypos sau đó đã tái tổ chức lại sự cai trị quốc gia và trong vòng tám năm tiếp theo ông có được sự ổn định và sự khôi phục tài chính. Thời kỳ này sẽ kết thúc khoảng năm 114 TCN, khi một người con trai khác của Cleopatra Thea, Antiochus IX Cyzicenus, trở lại Syria để yêu cầu ngai vàng và nội chiến bắt đầu trở lại.